# Sorgono
Sorgono (en sard, Sòrgunu) és un municipi italià, dins de la província de Nuoro. L'any 2007 tenia 1.949 habitants. Es troba a la regió de Mandrolisai. Limita amb els municipis d'Atzara, Austis, Belvì, Neoneli (OR), Ortueri, Samugheo (OR), Tiana i Tonara.

## Llengua
El municipi, junt amb els d'Aritzo, Atzara, Austis, Belvì, Desulo, Gadoni i Tiana, marquen la zona de transició entre les variants sardes del campidanès i del logudorès.

## Administració
| Període | Identitat           | Partit        |
| ------- | ------------------- | ------------- |
| 2005-   | Francesca Barracciu | Llista cívica |